# Otto Wenzel von Nostitz
Otto Wenzel von Nostitz (ur. 1674, zm. 1751) – austriacki arystokrata i pisarz, w latach 1727-1741 starosta ziemski księstwa wrocławskiego.
Otto Wenzel von Nostitz miał we Wrocławiu swoją rezydencję przy ulicy św. Antoniego 19/20.  
Dziennik von Nostitza z lat 1727-1729 i 1737-1744 stanowią źródła wiedzy o życiu gospodarczym i kulturalnym Wrocławia. W dziennikach Nostitza jest również wiele wiadomości o okupacji pruskiej tego miasta.  